# Gare de Beni Amrane
Pour les articles homonymes, voir Bouira (homonymie).
La gare de Beni Amrane est une gare ferroviaire algérienne située sur le territoire de la commune de Beni Amrane, dans la wilaya de Boumerdès.

## Situation ferroviaire
La gare est située au sud de la ville de Beni Amrane, sur la ligne d'Alger à Skikda, où elle est précédée de la gare de Souk El Had et suivie de celle de Ammal.

## Service des voyageurs

### Desserte
La gare de Beni Amrane est desservie par les trains régionaux de la liaison Alger - Bouira.